# Йоганн Франц Йозеф фон Райлі
Йоганн Франц Йозеф фон Райлі (нім. Franz Johann Joseph von Reilly; 18 серпня 1766 р., Відень — 6 липня 1820 р., Відень) — австрійський видавець, картограф та письменник.
Спочатку працював на державній службі, але пізніше присвятив себе виключно географії. З 1789 по 1806 рік видавав «Атлас п'яти частин світу» (Schauplatz der fünf Theile der Welt), з яких тільки Європа займала 830 аркушів (серед яких були листи і з українськими землями). Пізніше видав шкільний атлас (1791-1792) і атлас загальної географії. З 1794 р. по 1796 р. видав перший повний австрійський атлас світу під назвою «Великий німецький атлас» (Grosser deutscher Atlas). В 1799 р. — «Генеральний поштовий атлас світу» (Allgemeine Post Atlas von der ganzen Welt) — перший атлас у світі такого плану..

## Карти України
1799 р. Одна із перших німецькомовних карт, на якій зустрічається напис “Нова Росія (Новоросія)”: “Repraesentatio Cursuum Veredarioruum Per Imperium Russicum Meridionale”.Видавництво: Відень. Формат 19.5 х 13.5 дюймів. Мапа поміщена в “Генеральному поштовому атласі світу” (Allgemeine Post Atlas von der ganzen Welt), що складався із 40 карт. На карті показано губернії та їхні межі.  У 1796 р. був виданий указ російського імператора «Про новий поділ держави на губернії», за яким в Україні замість намісництв створювалися губернії.. 
Губернії України станом на 1796 р.:
- Волинська губернія (Новоград-Волинський);
- Київська губернія (Київ);
- Новоросійська губернія (Новоросійськ (Дніпро);
- Подільська губернія (Кам'янець-Подільський);
- Слобідсько-Українська губернія (Харків);
- Малоросійська губернія (Чернігів);
- Курська губернія (Курськ) — частково;
- Мінська губернія (Мінськ) — частково.[5].

На мапі напис “Slobodskiische Ukraine” (Слобідська Україна).  Губернія   була створена на місці ліквідованих 1765 р. московським урядом слобідських козацьких полків  та  існувала у 1765–1780 та 1796–1835 роках. На мапі напис “Neu Russland” (Нова Росія). Перша Новоросійська губернія  - 1764—1783 рр. 1796 р. на території Катеринославського і Вознесенського намісництв була знов утворена Новоросійська губернія (до 1802 р.).. 